# Bakonyság
Bakonyság is een plaats (község) en gemeente in het Hongaarse comitaat Veszprém. Bakonyság telt 105 inwoners (2001).